# 마에다 료스케 (1998년)
마에다 료스케(일본어: 前田 椋介, 1998년 3월 2일~)는 일본의 축구 선수이다.

## 구단 경력
그는 2020년 J3리그의 후쿠시마 유나이티드 FC에 입단했다. 2021년 테게바자로 미야자키로 이적했다. 2022년 J2리그의 미토 홀리호크로 이적했다.